# Blaze Bayley (zespół muzyczny)
Blaze Bayley – angielska grupa muzyczna wykonująca heavy metal. Powstała w 1999 z inicjatywy znanego z występów w grupie Iron Maiden wokalisty Blaze’a Bayleya. Do 2007 działała pod nazwą BLAZE.

## Historia
Zespół powstał pod nazwą BLAZE w 1999 po odejściu wokalisty i założyciela grupy Blaze’a Bayleya z Iron Maiden. Do Bayleya dołączyło czterech młodych brytyjskich muzyków – Rob Naylor (bas), Jeff Singer (perkusja), Steve Wray i John Slater (gitary). W tym składzie wydali 3 albumy - studyjne Sillicon Messiah i Tenth Dimesion oraz koncertowy As Live As It Gets i odbywali trasy koncertowe w małych pubach i klubach oraz na większych imprezach jako support dla Helloween i Savatage.
Po nagraniu albumu koncertowego As Live As It Gets Jeff Singer ogłosił, że opuszcza zespół. Po trzech miesiącach na podobny krok zdecydował się Rob Naylor. Do czasu znalezienia ich zastępców do BLAZE dołączyli Phil Greenhouse i Wayne Banks.
Pod koniec 2003 w nowym składzie (Greenhouse’a zastąpił Jason Bowld) grupa rozpoczęła nagrywanie trzeciego albumu studyjnego – Blood and Belief.
Po wydaniu albumu zespół rozpadł się, a Bayley występował na koncertach w towarzystwie Daniego Löble (perkusja), Oliviera Palotaia, Luki Priniciotty (gitary) i Christiana Ammana (bas).
W styczniu 2007 cały skład, oprócz Bayleya, opuścił zespół. Na miejsce byłych członków dołączyli Rico Banderra, Rich Newport, Nick Bermudez i David Bermudez. Tego samego roku perkusista Banderra porzucił grę w zespole.
27 lipca 2007 grupa wydała swoje pierwsze wydawnictwo wideo – Alive in Poland – zawierające zapis koncertu w Katowicach podczas festiwalu Metalmania 2007. Był to pierwszy album zespołu pod nową nazwą – Blaze Bayley. Lider zespołu tłumaczy zmianę nazwy słowami:

Nikt nie rozpoznawał szyldu „Blaze”. Rozmawiałem z fanami Iron Maiden, a oni mnie pytali: „Blaze, kurczę, co ty teraz robisz?”. Na co ja im odpowiadałem: „No mam już jakiś czas swój zespół”, a wtedy oni na to: „Taaa? Jak się nazywa?”. Nikt mnie nie znał. Gdy potem taki fan wpisywał w Google „Blaze”, wyskakiwały głównie strony porno (śmiech) tudzież jakieś kapele z południowej Ameryki.

W listopadzie 2007 z gry w zespole zrezygnował gitarzysta Rich Newport. Jak ogłosił zespół, Newport chciał skoncentrować się na pracy nauczyciela gry na gitarze. Na czas trasy koncertowej wakat objął Jay Walsh. Dwa dni później do grupy dołączył nowy perkusista Lawrence Paterson.
7 lipca 2008 grupa wydała nowy album studyjny, The Man Who Would Not Die.
28 września 2009 Blaze Bayley wraz z zespołem wszedł do studia by rozpocząć prace nad nowym albumem. Premiera zaplanowana została na 2010 rok. W tym samym roku miała też mieć miejsce trasa promująca po Wielkiej Brytanii, Europie i Ameryce Południowej. W październiku 2009 roku ogłoszono datę premiery nowego albumu długogrającego, któremu nadano tytuł Promise and Terror. Jego premiera miała miejsce 1 lutego 2010 roku. Na krążku znalazło się jedenaście utworów.
Po zakończeniu trasy promującej album, Bayley zakończył współpracę z dotychczasowym składem, tłumacząc to problemami organizacyjnymi. Od tego czasu nagrywa i koncertuje jako artysta solowy, wspierany przez różnych muzyków.
W 2012 roku ukazała się kolejna płyta The King of Metal. Kolejną pozycją w dyskografii Bayleya była nagrana wspólnie z Thomasem Zwijsenem EP Russian Holiday.
W 2016 Blaze wydał album Infinite Entanglement, zapowiadając go jako pierwszą część trylogii. Na płycie Bayleyowi towarzyszyli muzycy zespołu Absolva - gitarzysta Chris Appleton, który również współkomponował album, basista Karl Schramm oraz perkusista Martin McNee. W następnych latach ukazały się kolejne części, czyli Endure and Survive: Infinite Entanglement, Pt. 2 i The Redemption of William Black - Infinite Entanglement Part III.
Po wydaniu trylogii zespół intensywnie koncertował w Europie i Ameryce Północnej. Efektem są dwa kolejne albumy koncertowe: Live in France (2019) oraz Live in Czech (2020)

## Dyskografia
Albumy studyjne
- Silicon Messiah (2000, jako Blaze)
- Tenth Dimension (2002, jako Blaze)
- Blood and Belief (2004, jako Blaze)
- The Man Who Would Not Die (2008, jako Blaze Bayley)
- Promise and Terror (2010, jako Blaze Bayley)
- The King of Metal (2012, jako Blaze Bayley)[8]
- Infinite Entanglement (2016, jako Blaze Bayley)
- Endure and Survive: Infinite Entanglement, Pt. 2 (2017, jako Blaze Bayley)
- The Redemption of William Black - Infinite Entanglement Part III (2018, jako Blaze Bayley)

Albumy koncertowe:
- As Live As It Gets (2003, jako Blaze)
- Alive in Poland (2007, CD/DVD, jako Blaze Bayley)

- The Night That Will Not Die (2009, CD/DVD, jako Blaze Bayley)
- Live in Prague (2014, DVD, jako Blaze Bayley)
- Live in France (2019, CD/DVD, jako Blaze Bayley)
- Live in Czech (2020, CD/DVD, jako Blaze Bayley)

Minialbumy:
- Russian Holiday (2013, CD, jako Blaze Bayley & Thomas Zwijsen)
- December Wind (2018, CD jako Blaze Bayley & Thomas Zwijsen)

Inne:
- Robot (2008, jako Blaze Bayley)
- The Best of Blaze Bayley (2008, kompilacja, jako Blaze Bayley)
- Soundtracks of my live (2013, kompilacja, jako Blaze Bayley)